# NGC 587
NGC 587 је спирална галаксија у сазвежђу Троугао која се налази на NGC листи објеката дубоког неба.
Деклинација објекта је + 35° 21' 30" а ректасцензија 1h 32m 33,3s. Привидна величина (магнитуда) објекта NGC 587 износи 12,8 а фотографска магнитуда 13,6. Налази се на удаљености од 58,160 милиона парсека од Сунца. NGC 587 је још познат и под ознакама UGC 1100, MCG 6-4-37, CGCG 521-45, IRAS 01296+3506, PGC 5746.